# Cottoidea
Cottoidea — надродина скорпеноподібних риб підряду Cottoidei. Це донні риби, що широко поширені як у морях, так у прісних водоймах.

## Класифікація
Надродина містить 11 родин, 149 родів та 756 видів:
- Надродина Cottoidea
  - Родина Rhamphocottidae
  - Родина Ereuniidae
  - Родина Бабцеві (Cottidae)
  - Родина Hemitripteridae
  - Родина Агонові (Agonidae)
  - Родина Psychrolutidae
  - Родина Abyssocottidae
  - Родина Comephoridae
  - Родина Bathylutichthyidae
  - Родина Cyclopteridae
  - Родина Ліпарисові (Liparidae)

## Галерея

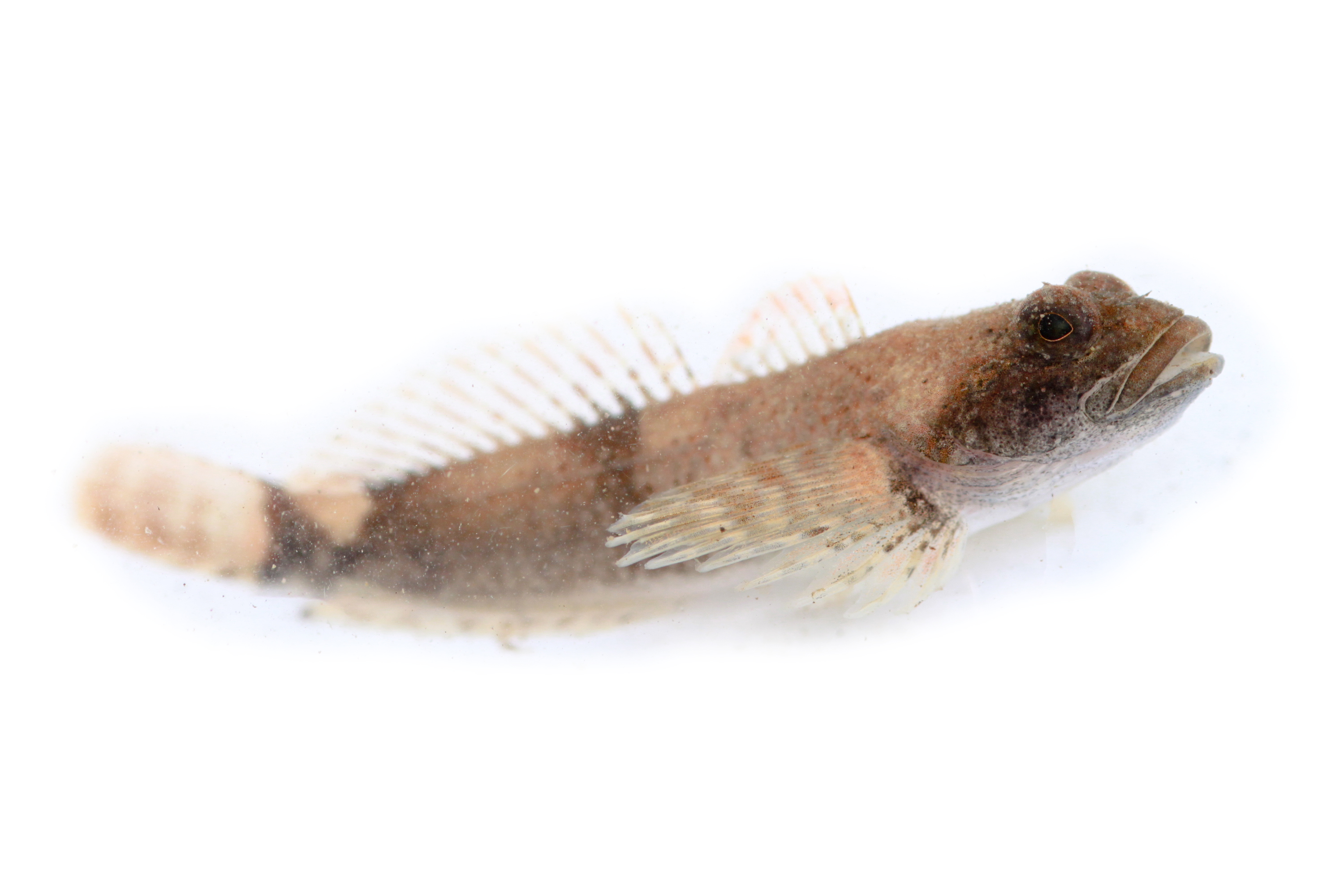
Cottus caeruleomentum
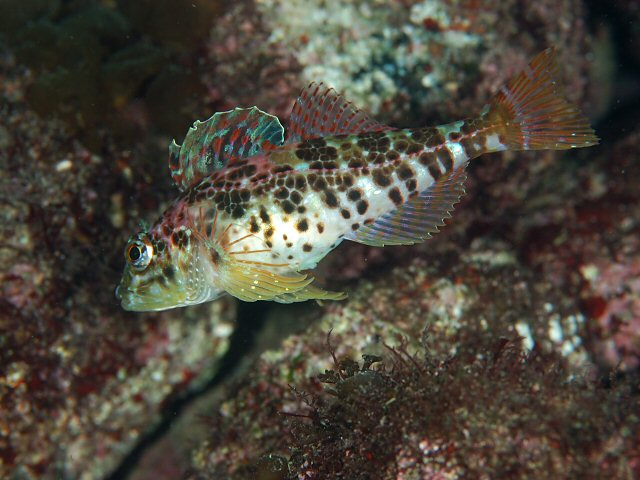
Pseudoblennius zonostigma
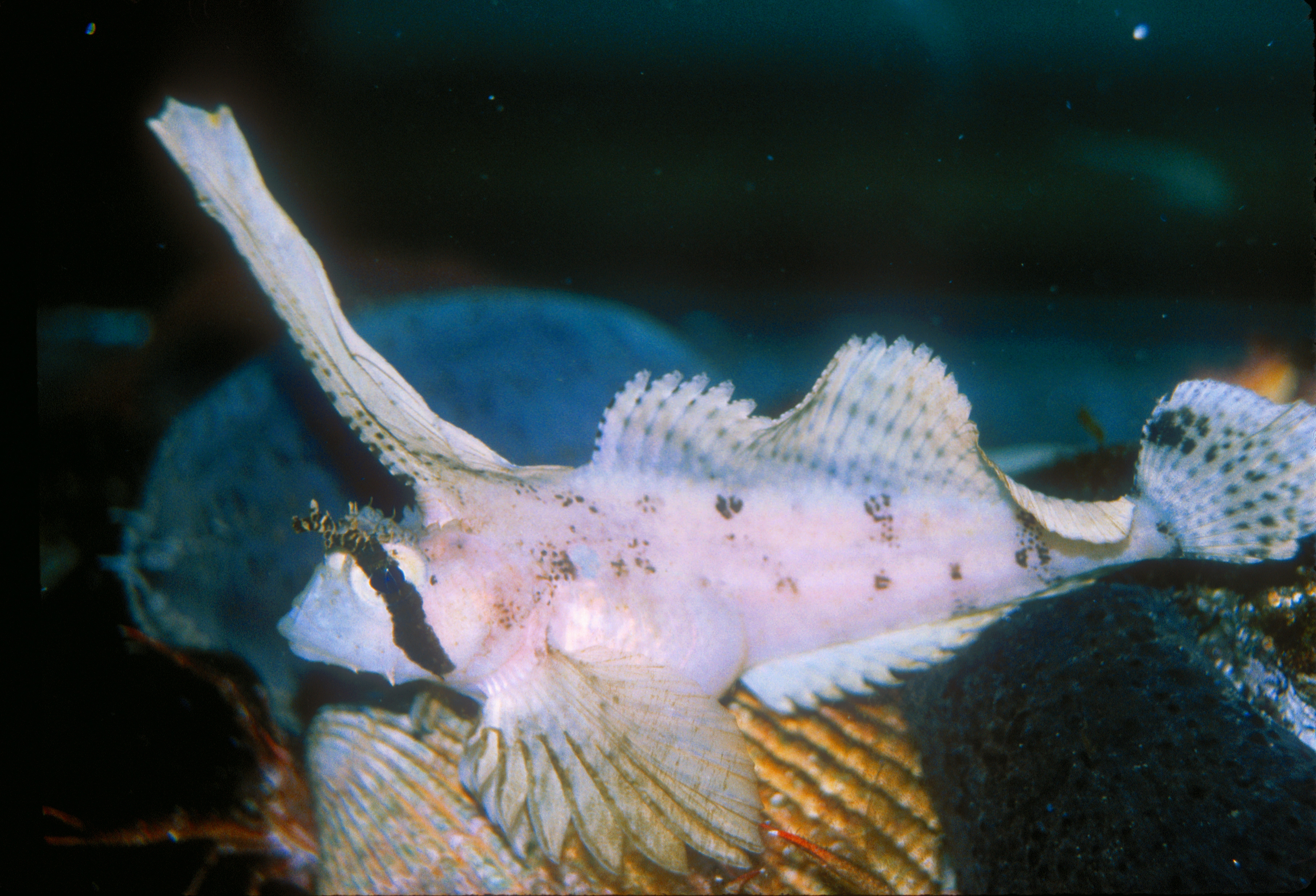
Nautichthys oculofasciatus
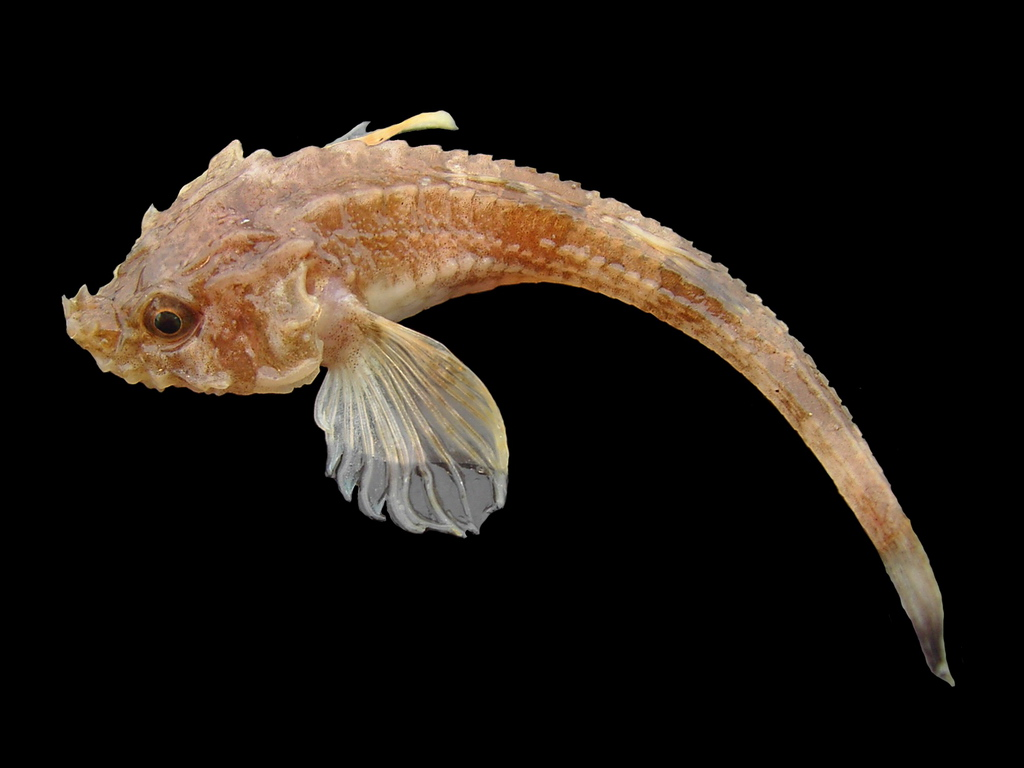
Agonus cataphractus
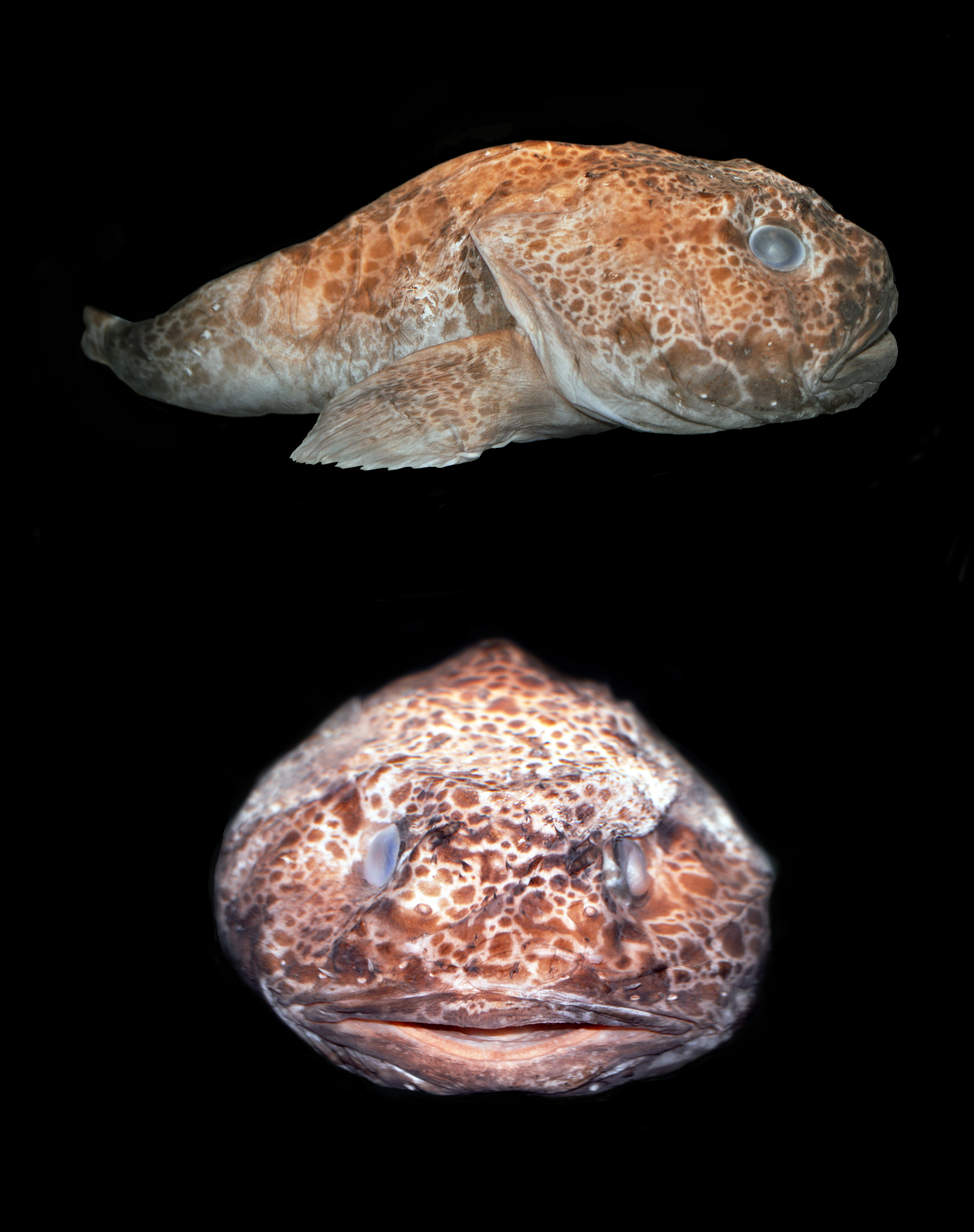
Ambophthalmos angustus